# Forrie J. Smith
Forrie J. Smith (* 8. März 1959 in Helena, Montana) ist ein US-amerikanischer Schauspieler und Stuntman, der vor allem für die Rolle des Lloyd Pierce in der Fernsehserie Yellowstone bekannt ist.

## Leben und Karriere
Smith wurde in Helena geboren und wuchs auf der Rinderfarm seiner Großeltern in Montana auf. Seine Familie ist Teil der Rodeo-Community und somit kam er bereits in frühen Jahren zum Rodeo. Sein Vater ist in der kanadischen Cowboy Hall of Fame. 1978 schloss er die Helena Capital High School erfolgreich ab und erhielt anschließend ein Stipendium für die Montana State University.
Bevor er sich der Schauspielerei zuwandte, verbrachte er viele Jahre als Rodeo-Cowboy. Was ihm insbesondere seine bekannteste Rolle, die des Lloyd Pierce in der Neowestern-Serie Yellowstone einbrachte. Insbesondere sein tiefes Verständnis für den Western-Lifestyle wird bei seinen Rollen positiv hervorgehoben, da er durch seine Erfahrung dafür prädestiniert ist. Er ist seit den späten 1980er Jahren in Film- und Fernsehrollen zu sehen. Zunächst begann er als Stuntman in vielen Western.
Smith betreibt in San Acacia, New Mexico eine eigene Ranch, wo er Pferde und Rinder hält. Er ist seit 1994 mit der ehemaligen Schauspielerin Cheryl Richardson verheiratet. Sie haben gemeinsam zwei Söhne und eine Tochter. Darunter der Sohn Forrest „Wilder“, der als Nachwuchsschauspieler in Yellowstone ihn in einer Rückblende in jungen Jahren darstellte.
Er unterstützt das Shriners Children’s Hospital und die Organisation Horses for Mental Health.

## Filmografie
- 1987: Desperado (Fernsehfilm)
- 1991: Die jungen Reiter (The Young Riders, Fernsehserie, 1 Episode)
- 1992: Lucky Luke (Fernsehserie, 4 Episoden)
- 1992: Scary – Horrortrip in den Wahnsinn (The Vagrant)
- 1993: Tombstone
- 1994: Rauchende Colts: Er ist das Gesetz (Gunsmoke: One Man’s Justice, Fernsehfilm)
- 1994: Blind Justice (Fernsehfilm)
- 1994: Die Troublemaker (Botte di Natale)
- 1995: Legend (Fernsehserie, 1 Episode)
- 1996: Lazarus Man (Fernsehserie, 2 Episoden)
- 1996: Pick Up – Das Mädchen und der Cowboy (Ruby Jean and Joe, Fernsehfilm)
- 1997: Perdita Durango
- 2000: Südlich des Himmels – Westlich der Hölle (South of Heaven, West of Hell)
- 2005: Transamerica
- 2006: Seven Mummies
- 2017: Better Call Saul (Fernsehserie, 1 Episode)
- 2017: Das ist erst der Anfang (Villa Capri)
- 2018: Midnight, Texas (Fernsehserie, 1 Episode)
- 2018–2024: Yellowstone (Fernsehserie, 51 Episoden)
- 2023: Dead Man’s Hand
- 2023: Among Wolves